# Törnrosen
Törnrosen is een woonwijk in het stadsdeel Rosengård van de Zweedse stad Malmö. De wijk telt 3.116 inwoners (2013) en heeft een oppervlakte van 0,21 km².

## Geschiedenis
De wijk was een van de eerste wijken van Rosengård en werd in het begin van de jaren 60 van de twintigste eeuw ontworpen door Thorsten Roos en Bror Thornberg in samenwerking met stadsplanner Gabriel Winge. De bouw begon in 1962, alle woningen werden in 1965 opgeleverd. Er werden 20 flatgebouwen geplaatst, die drie, vijf of zeven verdiepingen telden. Ook werden er speelplaatsen voor de plaatselijke jeugd aangelegd en werd er geïnvesteerd in kunst van onder andere Carl-Otto Hultén.

## Voorzieningen en infrastructuur

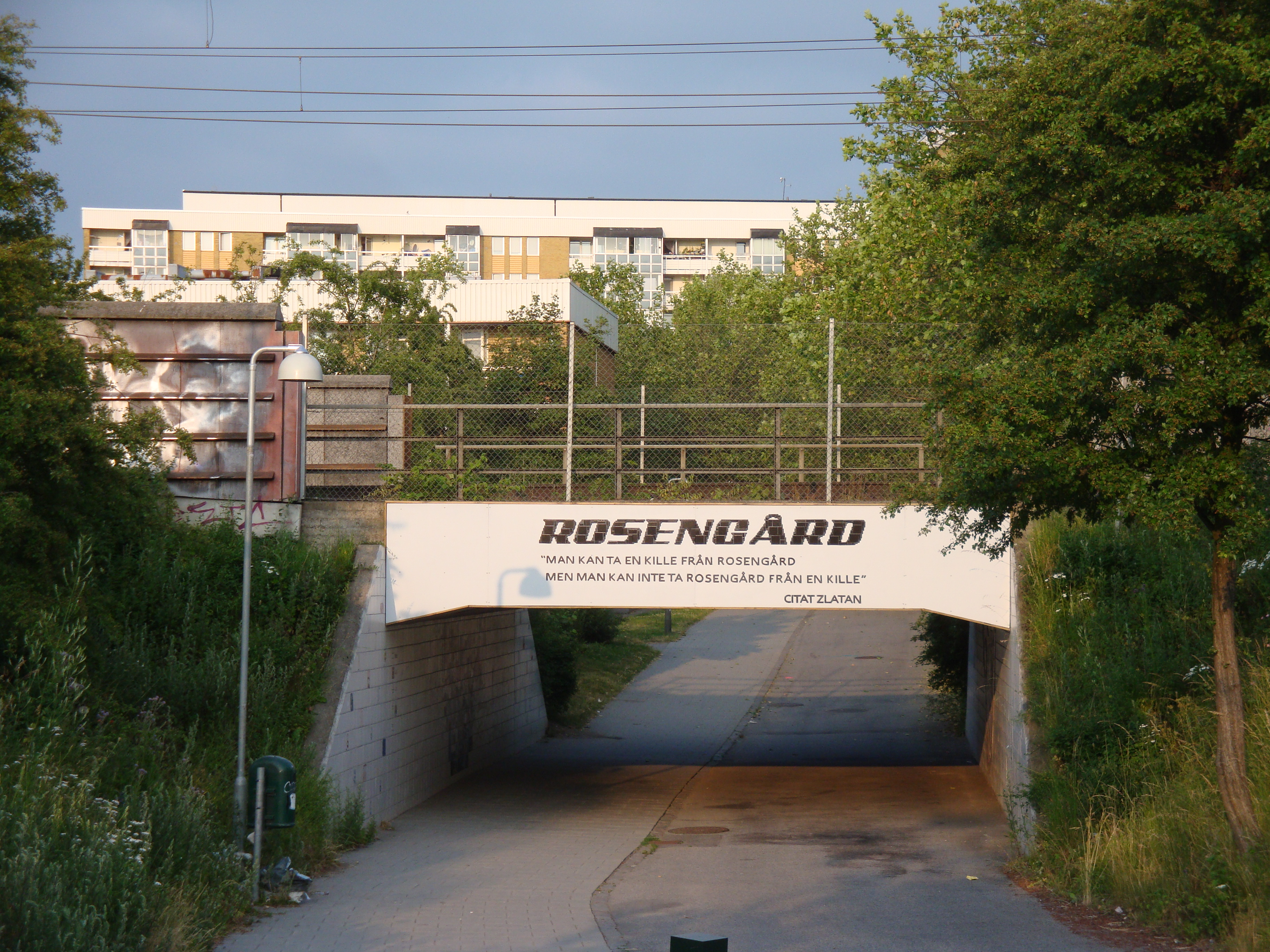
Voetgangers- en fietstunnel.

In Törnrosen zijn twee supermarkten en een kapper gevestigd, tegenover deze gebouwen is een gezondheidscentrum te vinden. Aan de zuidelijke rand van de wijk staat een school. In totaal bevat Törnrosen drie kleuterscholen.
In de woonwijk zijn alleen fiets- en voetpaden aanwezig. Het overige verkeer moet gebruikmaken van de drie wegen die naar andere gebieden van de stad verwijzen.